# Crida universal a la santedat
La crida universal a la santedat és un ensenyament de l'Església catòlica romana, segons el qual totes les persones són cridades a ser santes i es basa en Mateu 5:48: «Sigueu perfectes com ho és el vostre Pare celestial». A les pàgines inicials de la Bíblia, la crida a la santedat s'expressa amb les paraules del Senyor a Abraham: «Viu seguint els meus camins i sigues irreprensible».

## Història
La crida universal a la santedat ha estat sempre un ensenyament de l'Església i està arrelada en la seva missió de portar els pecadors i elevar-los de la seva naturalesa pecaminosa a sants per la glòria i la perfecció de Jesucrist. Perquè Déu no ens tria per la nostra virtut o bondat, sinó per la seva infinita misericòrdia i desig de salvació de tots els homes. Un exemple d'aquest ensenyament es pot trobar a la "Introducció a la vida devota" de Francesc de Sales. Escrit al segle xvii, descriu un mètode per abordar la santedat en la vida quotidiana.

## Descripció
El capítol V de la constitució dogmàtica sobre l'Església, Lumen gentium tracta la crida universal a la Santedat:
| « | Per a tothom és, doncs, evident que tots els fidels cristians, de qualsevol estat o condició, són cridats a la plenitud de la vida cristiana i a la perfecció de la caritat, santedat que, àdhuc en la societat terrenal, contribueix a una forma de vida més humana. Per assolir aquesta perfecció, els fidels empraran les forces rebudes d'acord amb la mesura de la donació de Crist, i així, seguint les Seves petjades i configurats en la Seva imatge, sotmesos en tot a la voluntat del Pare, es consagraran amb tota l'ànima a la glòria de Déu i al servei del proïsme. | » |

El papa emèrit Benet XVI va parlar sobre la Crida Universal a la Santedat durant la seva audiència general del dimecres 13 d'abril de 2011, dient:
| « | ... Els sants van expressar de diverses maneres la poderosa i transformadora presència del Ressuscitat. Deixaren que Jesús desbordés totalment la seva vida que podrien dir amb sant Pau «Ja no sóc jo qui visc; és Crist qui viu en mi». Seguint el seu exemple, buscant la seva intercessió, entrant en comunió amb ells, “ens acosta a Crist, també la unió amb els Sants ens vincula a Crist, del qual, com de Font i de Cap, brolla tota la gràcia i la vida del mateix Poble de Déu. Al final d'aquesta sèrie de catequesis, per tant, vull oferir algunes reflexions sobre què és la santedat. Què vol dir ser sant? Qui és cridat a ser sant? Sovint se'ns fa pensar que la santedat és un objectiu reservat per a uns quants electes. Sant Pau, en canvi, parla del gran pla de Déu i diu: «Ens escollí en Ell abans de crear el món, perquè fóssim sants, irreprensibles als seus ulls.» I ens parlava de tots nosaltres. Al centre del pla diví es troba Crist en qui. Déu mostra la seva cara, d'acord amb el favor de la seva voluntat. El misteri ocult durant els segles es revela en la seva plenitud en la Paraula feta carn. I després Pau diu: «Déu volgué que residís en Ell tota la plenitud.» | » |

El Concili Vaticà II, a la Constitució Dogmàtica sobre l'Església parla amb claredat de la crida universal a la santedat, dient que ningú no queda exclòs: 
| « | En les diverses formes i obligacions de la vida, cultiven la mateixa santedat els qui, conduïts per l'Esperit de Déu i obedients a la veu del Pare i adorant Déu Pare en esperit i en veritat, segueixen Crist pobre, humil i carregat amb la creu a fi de merèixer participació en la Seva glòria. | » |

La crida universal a la santedat està arrelada en el baptisme i al misteri pasqual, que configura una persona a Jesucrist que és realment Déu i veritablement home, unint així una persona amb la segona persona de la Santíssima Trinitat, portant-la en comunió amb vida intra-trinitària.
Des del 1928, sant Josepmaria Escrivá de Balaguer, el fundador de l'Opus Dei, també va predicar la crida universal a la santedat especialment per als laics que viuen una vida quotidiana i que fan feina ordinària: «Hi ha alguna cosa santa, alguna cosa divina, amagada en les situacions més habituals, i depèn de cadascun de vosaltres descobrir-ho.»
El Papa Joan Pau II afirma en la seva carta apostòlica Novo Millennio Ineunte, la seva carta apostòlica pel nou mil·lenni, un «programa per a tots els temps», que la santedat no és només un estat, sinó una tasca, per la qual els cristians haurien de lluitar per una vida cristiana plena, imitant a Crist, Déu Fill, que va donar la seva vida per Déu Pare i pel proïsme. Això comporta una "formació en l'art de l'oració". Segons el Papa, totes les iniciatives pastorals s'han de fixar en relació amb la santedat, ja que aquesta ha de ser la màxima prioritat de l'Església. La crida universal a la santedat s'explica com més fonamental que el discerniment vocacional per formes de vida particulars com ara el sacerdoci, el matrimoni o la virginitat.
El nucli de l'espiritualitat d'un catòlic és aquesta crida a la perfecció.